# Campionato europeo di arrampicata 1992
Il Campionato europeo di arrampicata 1992 si è tenuto il 18 settembre 1992 a Francoforte sul Meno, Germania.
È stato in assoluto il primo Campionato europeo della storia dell'arrampicata.

## Specialità lead

### Uomini
| Pos. | Atleta            | Paese    |
| ---- | ----------------- | -------- |
|      | François Legrand  | Francia  |
|      | François Petit    | Francia  |
|      | Salavat Rakhmetov | Russia   |
| 4    | Elie Chevieux     | Svizzera |
| 5    | Klaus Büchele     | Germania |
| 6    | Luca Zardini      | Italia   |
| 7    | Serge Blein       | Francia  |
| 8    | Frédéric Coroller | Francia  |
| 9    | Pavel Samoiline   | Russia   |
| 10   | Stefano Alippi    | Italia   |

### Donne
| Pos. | Atleta             | Paese    |
| ---- | ------------------ | -------- |
|      | Susi Good          | Svizzera |
|      | Isabelle Patissier | Francia  |
|      | Laurence Guyon     | Francia  |
| 4    | Nanette Raybaud    | Francia  |
| 5    | Venera Chereshneva | Russia   |
| 6    | Natalie Richer     | Francia  |
| 7    | Karin Bless-Reith  | Svizzera |
| 8    | Claudine Trecourt  | Francia  |
| 9    | Andrea Eisenhut    | Germania |
| 10   | Yulia Inozemtseva  | Russia   |

## Specialità speed

### Uomini
| Pos. | Atleta               | Paese      |
| ---- | -------------------- | ---------- |
|      | Kairat Rakhmetov     | Kazakistan |
|      | Cristian Brenna      | Italia     |
|      | Andrzej Marcisz      | Polonia    |
| 4    | Christian Schlesener | Germania   |
| 5    | Tomas Cada           | Rep. Ceca  |
| 5    | Robert Caspersen     | Norvegia   |
| 5    | Stephan Hilgers      | Germania   |
| 5    | Gregor Jaeger        | Germania   |
| 9    | Vasil Kirov          | Bulgaria   |
| 9    | Gregorz Plesniak     | Polonia    |
| 9    | Oleg Tcherechnev     | Russia     |
| 9    | Pavel Weisser        | Rep. Ceca  |

### Donne
| Pos. | Atleta                 | Paese       |
| ---- | ---------------------- | ----------- |
|      | Elena Ovtchinnikova    | Stati Uniti |
|      | Yulia Inozemtseva      | Russia      |
|      | Claudine Trecourt      | Francia     |
| 4    | Eva Linhartova         | Rep. Ceca   |
| 5    | Stanislava Brazinova   | Rep. Ceca   |
| 6    | Mihaela Craciun-Pantis | Romania     |
| 7    | Elka Jankova           | Bulgaria    |
| 8    | Silvija Hizman         | Croazia     |
| 9    | Natasa Cvitas          | Croazia     |